# Hypnoidinae
Hypnoidinae (лат.)  — подсемейство жуков из семейства жуков-щелкунов.

## Описание
Жуки-щелкуны, которые отличаются следующими признаками: голова уплощенная, ротовой аппарат выступает вперед, лоб ребристый; простернум спереди обычно дугообразный; щитик разнообразный, но никогда не сердцевидный; мезококсы открыты для мезэпимерона, но закрыты для мезэпистерны; мезо- и заднегрудь отчётливые, соединены швом; лапки простые, без подушечек; коготки простые, без щетинок.

## Систематика
- Триба Hypnoidini
  - Ascoliocerus
  - Berninelsonius
  - Colioascerus
  - Desolakerrus
  - Hypnoidustypus
  - Hypolithus
  - Ligmargus
  - Margaiostus
- Триба Prisahypini
  - Australeeus
  - Insulahypnus
  - Prisahypnus